# Bloodline (TV-serie)
Bloodline är en amerikansk dramathriller-serie från 2015, skapad av Todd A. Kessler, Glenn Kessler och Daniel Zelman. Serien distribueras av video on demand-tjänsten Netflix och produceras av Sony Pictures Television. Bloodline fokuserar på den till synes perfekta amerikanska familjen Rayburn som driver ett semesterhotell på ögruppen Florida Keys. Kyle Chandler, Ben Mendelsohn, Linda Cardellini och Norbert Leo Butz har huvudrollerna och spelar familjens vuxna syskon. Handlingen i första säsongen bygger på att familjens svarta får Danny (Mendelsohn) flyttar hem vilket hotar att avslöja familjens mörka hemligheter från det förflutna. Todd A. Kessler, Glenn Kessler och Zelman påbörjade arbetet på serien 2012, efter nedläggningen av Damages.
Inspelningen av Bloodline påbörjades i mars 2014 och avslutades i mitten av november 2014. Serien filmades på olika platser i södra Florida men mestadels i samhället Islamorada. Marknadsföringen av serien påbörjades i oktober 2014 och fortsatte fram till 20 mars 2015 då hela första säsongen kunde streamas på Netflix. Bloodline mottog positiv kritik från professionella journalister som fick möjlighet att se de tre första avsnitten av serien i förväg. Serien fick ett medelbetyg på 75 av webbplatsen Metacritic vilket indikerar "generellt positiv kritik". Den 31 mars 2015 meddelades att Bloodline skulle förnyas med en andra säsong med ett premiärdatum satt 2016.

## Handling
Bloodline är en mörk dramathriller som introducerar en högt ansedd och till synes perfekt samtida amerikansk familj. Föräldrarna Robert och Sally Rayburn driver ett litet hotell i en mindre stad i semesterparadiset Florida Keys. När hotellet fyller 45 år återvänder föräldrarnas äldsta barn och svarta får Danny hem för att fira tillsammans med sina vuxna syskon. Det är dessvärre snabbt uppenbart att Dannys närvaro orsakar spänningar i familjen som intensifieras när han meddelar att han tänker flytta hem permanent. Familjen Rayburn är inte en perfekt och lycklig familj och Dannys närvaro riskerar att avslöja mörka hemligheter från det förflutna som hotar den fläckfria fasaden.

## Rollista
| Skådespelare     | Karaktär       | Beskrivning | Säsong    |
| Skådespelare     | Karaktär       | Beskrivning | 1         |
| ---------------- | -------------- | --- | --------- |
| Kyle Chandler    | John Rayburn   | John är det näst äldsta syskonet och familjens beskyddare som jobbar som sheriff vid Monroe County                               | Huvudroll |
| Ben Mendelsohn   | Danny Rayburn  | Det äldsta syskonet och familjens svarta får                                                                                     | Huvudroll |
| Linda Cardellini | Meg Rayburn    | Meg är det yngsta syskonet i familjen och en framgångsrik advokat. Hon är ansvarsfull och rättfärdig och familjens fredsmäklare. | Huvudroll |
| Norbert Leo Butz | Kevin Rayburn  | Kevin är det näst yngsta syskonet. Han har ärvt sin pappas hetlevrade temperament och arbetar vid Indian Key Channel Marina      | Huvudroll |
| Jacinda Barrett  | Diana Rayburn  | Johns fru som driver en plantskola                                                                                               | Huvudroll |
| Jamie McShane    | Eric O'Bannon  | Dannys vän | Huvudroll |
| Enrique Murciano | Marco Diaz     | Megs fästman och Johns polispartner vid Monroe County                                                                            | Huvudroll |
| Sam Shepard      | Robert Rayburn | Pappan | Huvudroll |
| Sissy Spacek     | Sally Rayburn  | Mamman | Huvudroll |

## Utveckling

### Bakgrund och koncept
Vi förklarade bara seriens handling och Netflix erbjöd oss en hel säsong på en gång. Det visade på en stor tillit till projektet och vad det skulle kunna bli. Det kändes som en möjlighet som var för bra för att låta gå förlorad, särskilt med tanke på vilka serier de hade gjort tidigare. Vid tidpunkten hade de tre egna serier som var av väldigt hög kvalitet och det var verkligen spännande.
När det amerikanska företaget Netflix lanserades 1997 erbjöds uthyrning av inköpta filmer och TV-serier via postorder samt via video on demand till en fast månadskostnad i USA. 2013 vann företaget stora framgångar med de egenproducerade serierna House of Cards och Orange Is the New Black men lyckades inte nå samma publicitet och framgång med senare produktioner. Under hösten 2012 sändes den femte och sista säsongen av den amerikanska serien Damages som skapades av bröderna Todd A. och Glenn Kessler tillsammans med samarbetspartnern Daniel Zelman. Efter nedläggningen av serien började trion arbeta på ett nytt projekt. De pitchade idén för flera potentiella kunder, däribland Netflix som var särskilt förtjusta och erbjöd sig att sända en hel säsong av serien.
Serien, som senare namngavs Bloodline, beskrevs som en "tryckande thriller som utforskar de komplexa banden mellan föräldrar och barn, bröder och systrar, deras rivaliteter, avundsjuka och svek som är kärnan i varje familj." Likt Damages är berättandestrukturen i serien uppbyggd med hjälp av skiftningar i tid; i första avsnittet visas vad som kommer att hända i slutet av serien och resterande avsnitt under säsongen berättar vad som händer fram till dess. I flera avsnitt berättas handlingen också med hjälp av tillbakablickar, vilket ger tittaren en förståelse för karaktärernas val längre fram i sina liv. Om hur det var att skapa en serie med det konceptet sade Todd A. Kessler: "Man måste såklart veta vart man vill komma med handlingen men det finns mycket flexibilitet i den här serien eftersom den följer flera karaktärer och handlingar. Men man behöver absolut en plan annars har man ingen vägvisare och det kan göra att man får stora problem senare. Det var något vi hade lärt oss från Damages." Kessler förklarade dock att Bloodline inte "leker" lika mycket med tidslinjen som Damages gjorde utan istället fokuserar på karaktärerna och hur de utvecklas under seriens gång. Recensenter ansåg också att det som tittaren får berättat inte alltid stämmer överens med karaktärernas handlingar.

### Rollfördelning
Tidigt inom produktionen av Bloodline satte sig Todd A. Kessler, Glenn Kessler och Zelman ner för att diskutera vilka skådespelare som skulle kunna spela seriens karaktärer. Flera av skådespelarna som kom upp under samtalet visade sig senare bli tillgängliga och fick förfrågningar att medverka i serien. Trion beskrev sig själva som "stora fans" av Kyle Chandler som var den första skådespelaren att få en roll i Bloodline. Hans roll som huvudkaraktären John Rayburn bekräftades i november 2014 när Netflix publicerade bilder från inspelningen av serien. I en intervju om Bloodline kommenterade Chandler: "Vad som drog mig till den var när Kessler sa: 'Vi har en idé vi skulle vilja prata med dig om.' Glenn Kessler gav mig en snabb överblick om konceptet och sa: 'Om du gillar det fortsätter vi att skriva och återkommer till dig.'" Chandler fortsatte: "Jag var fast redan då. När de kom tillbaka med materialet såg jag absolut ingen anledning att inte tacka ja."
Den australiensiska skådespelaren Ben Mendelsohn beskrevs som en av rollistans mindre kända namn och fick rollen som Danny Rayburn. I en intervju med HitFix diskuterade Glenn Kessler valet av Mendelsohn: "Strategin var bara att få den bästa skådespelaren som möjligt till rollen. Vi visste att det skulle krävas mycket av skådespelaren och att vi ville utforska flera olika sidor [av Danny] som hans charm och humor men också hotfullhet och sårbarhet. Vi kände till Mendelsohns arbete sedan tidigare och var den skådespelaren som vi satte oss ner med. Vi förstod att han förmodligen inte var lika välkänd som sina motspelare."
Flera prisbelönta och välkända skådespelare bekräftades senare vara inblandade, däribland Sam Shepard som pappan och hotellägaren Robert Rayburn, Sissy Spacek som mamman Sally Rayburn, Linda Cardellini som Meg Rayburn och Norbert Leo Butz som Kevin Rayburn. Inga av skådespelarna som kom att få roller i Bloodline bodde i Florida Keys och inspelningen krävde att de flyttade dit från februari till november 2014. I en intervju noterade Todd A. Kessler: "Det känns verkligen som att vi var väldigt lyckligt lottade över hur allt kom omkring". Han fortsatte: "Folk hade familjer och allt vad det innebär. Så många olika saker var tvungna att överensstämma så vi hade verkligen tur med rollfördelningen." Skådespelarna Jacinda Barrett, Jamie McShane och Enrique Murciano meddelades också som medverkande i serien.

### Produktion och inspelning

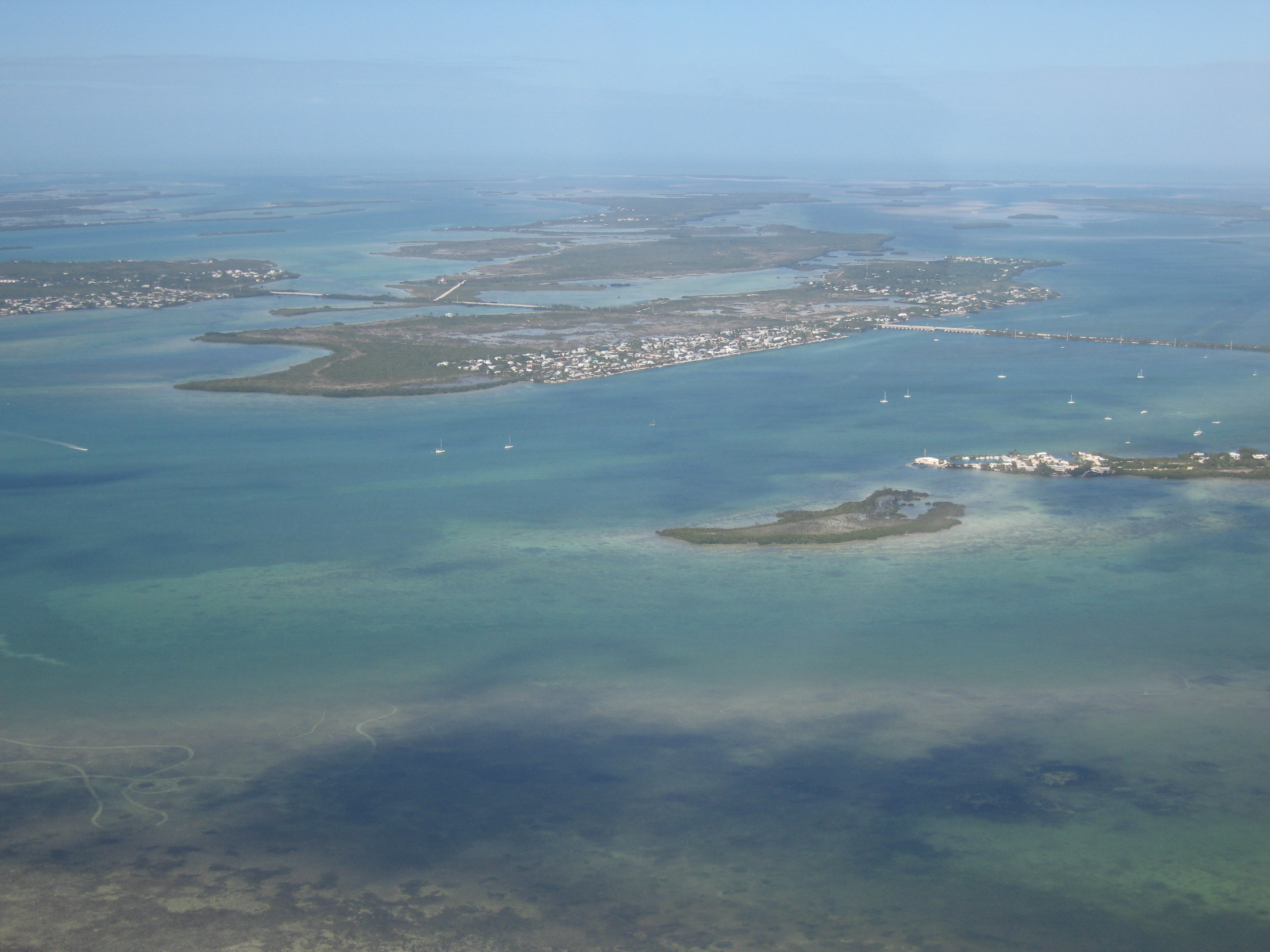
Bloodline spelades mestadels in i Florida Keys (på bilden).

Första säsongen av Bloodline hade 13 avsnitt och producerades av Sony Pictures Television. Inspelningen pågick från mars 2014 till mitten av november 2014 runtom i ögruppen Florida Keys. Majoriteten av inspelningen skedde i samhället Islamorada där The Moorings Village and Spa figurerade som familjens hotell. Inomhusscener producerades i en ombyggd lagerlokal i södra Miami-Dade County. Bloodline var ursprungligen tänkt att spelas in mestadels i Georgia men dessa planer uteblev då skaparna ville ha en mer ikonisk plats att representera USA. Om valet av Florida Keys som inspelningsplats sade Todd A. Kessler: "Även om man aldrig har varit till The Keys så har de flesta i alla fall hört talas om Florida Keys. Det är något speciellt där nere. Det är som New Orleans eller Las Vegas eller Los Angeles som de flesta har hört talas om." Kessler fortsatte: "Vi tittade på flera potentiella platser men det finns inga likt The Keys; färgen på vattnet och att vara ute där känns som att vara i paradiset samtidigt som något annat pågår under ytan."
Skaparna beskrev inspelningen till serien som "svår" då inspelningsområdet till en början saknade den nödvändiga infrastrukturen. Kessler kommenterade: "Vår hembas var cirka 45 minuter söder om Miami och våra inspelningsplatser var allt från en halvtimme till en och en halv timme söder om den. Det var ett väldigt orört område [...] Vi fick börja från scratch". Han fortsatte: "Lokalbefolkningen tillät oss filma där och de var väldigt hjälpsamma. Det är en väldigt svår plats att filma på för det finns bara en enda väg (U.S. Route 1) som förbinder The Keys med fastlandet. Har man flera lastbilar med utrustning efter en väg med bara ett körfält åt vardera håll är det verkligen ett tålamodstest för arbetskollegerna och lokalbefolkningen."

## Marknadsföring och utgivning
I oktober 2014 avslöjades TV-seriens namn och utgivning i mars 2015 via en teaser på 30 sekunder som laddades upp på Netflix officiella Youtube-kanal. I videon ses en brinnande yacht samtidigt som en inläst speakertext av Kyle Chandler säger: "Vi är inte hemska människor, men vi gjorde något hemskt". I mitten av februari 2015 laddades seriens officiella trailer upp på Youtube. Den innehöll Lissies cover på Metallicas "Nothing Else Matters". Efter en vecka hade trailern över en miljon visningar vilket gjorde att den gick in på topplistan Cable/Streaming and Trending sammansatt av tjänsten ListenFirst Media som skapar topplistor utifrån vilket material som har störst rundgång på sociala medier och hemsidor, däribland Facebook, Google+, Instagram, Tumblr, YouTube och Wikipedia. Alla 13 avsnitt av serien kunde streamas från Netflix den 20 mars 2015.
Mot slutet av mars 2015 bekräftades att Bloodline kommer förnyas med en andra säsong som har en planerad utgivning 2016.

## Priser och nomineringar
| År   | Pris                             | Kategori                                                                                | Mottagare                                   | Resultat   |
| ---- | -------------------------------- | --------------------------------------------------------------------------------------- | ------------------------------------------- | ---------- |
| 2015 | Critics' Choice Television Award | Best Supporting Actor in a Drama Series                                                 | Ben Mendelsohn                              | Nominerad  |
| 2015 | Primetime Emmy Award             | Outstanding Lead Actor in a Drama Series                                                | Kyle Chandler                               | Nominerad  |
| 2015 | Primetime Emmy Award             | Outstanding Supporting Actor in a Drama Series                                          | Ben Mendelsohn                              | Nominerad  |
| 2015 | EWwy Award                       | Outstanding Supporting Actress in a Drama Series                                        | Sissy Spacek                                | Nominerad  |
| 2015 | Artios Award                     | Outstanding Achievement in Casting – Television Series Drama                            | Debra Zane, Lori Wyman and Shayna Markowitz | Ej avgjort |
| 2015 | Writers Guild of America Award   | New Series                                                                              | Bloodline                                   | Ej avgjort |
| 2016 | Golden Globe Awards              | Best Supporting Actor in a Series, Limited Series or Motion Picture Made for Television | Ben Mendelsohn                              | Ej avgjort |

## Avsnitt
| Nr | Titel     | Regi av            | Skriven av                                                                              | Utgivningsdatum |
| -- | --------- | ------------------ | --------------------------------------------------------------------------------------- | --------------- |
| 1  | "Part 1"  | Johan Renck        | Todd A. Kessler & Glenn Kessler & Daniel Zelman                                         | 20 mars 2015    |
| 2  | "Part 2"  | Johan Renck        | Teleplay by: Jeff Shakoor Story by: Todd A. Kessler & Glenn Kessler & Daniel Zelman     | 20 mars 2015    |
| 3  | "Part 3"  | Adam Bernstein     | Teleplay by: Jonathan Glatzer Story by: Todd A. Kessler & Glenn Kessler & Daniel Zelman | 20 mars 2015    |
| 4  | "Part 4"  | Todd A. Kessler    | Todd A. Kessler & Glenn Kessler & Daniel Zelman                                         | 20 mars 2015    |
| 5  | "Part 5"  | Jean de Segonzac   | Jonathan Glatzer                                                                        | 20 mars 2015    |
| 6  | "Part 6"  | Alex Graves        | Jeff Shakoor                                                                            | 20 mars 2015    |
| 7  | "Part 7"  | Tate Donovan       | Addison McQuigg                                                                         | 20 mars 2015    |
| 8  | "Part 8"  | Dan Attias         | Arthur Phillips                                                                         | 20 mars 2015    |
| 9  | "Part 9"  | Simon Cellan Jones | Jonathan Glatzer                                                                        | 20 mars 2015    |
| 10 | "Part 10" | Michael Morris     | Carter Harris                                                                           | 20 mars 2015    |
| 11 | "Part 11" | Ed Bianchi         | Arthur Phillips                                                                         | 20 mars 2015    |
| 12 | "Part 12" | Carl Franklin      | Todd A. Kessler & Glenn Kessler & Daniel Zelman                                         | 20 mars 2015    |
| 13 | "Part 13" | Ed Bianchi         | Todd A. Kessler & Glenn Kessler & Daniel Zelman                                         | 20 mars 2015    |